# 上海市出身の人物一覧
上海市出身の人物一覧。

## 政治
- 李鍾賛 - 大韓民国国家情報院院長。
- 郁慕明 - 台湾新党の主席。
- 岩佐恵美 - 衆議院議員、参議院議員。神奈川県育ち。
- パンジー・ウォン - ニュージーランド民族問題担当大臣、女性問題担当大臣。香港育ち。
- 王雲五 - 中華民国経済部長、財政部長、実業家。
- 王滬寧 - 中国共産党中央政治局委員、中央政治局常務委員・中央書記処書記・中央精神文明建設指導委員会主任。
- 何民魂 - 軍人、南京市長代理。
- 甘介侯 - 政治家・外交官。
- 顔恵慶 - 中華民国国務総理、外交総長、農商総長、外交総長。
- 金信 - 韓国の軍人、国会議員。
- 龔穎澄 - 中華民国空軍空軍中将。
- 喬石 - 中国共産党中央政治局常務委員、全国人民代表大会常務委員会委員長、中華人民共和国国務院副総理。
- 顧維鈞 - 中華民国外交総長、外交部長、国務総理代行。
- 呉学謙 - 中華人民共和国国務院副総理、外交部長。
- 胡礽泰 - 中華民国司法行政部長。
- 顧文根 - 海軍中将。
- 黄炎培 - 中華人民共和国軽工業部長、中国民主同盟常務委員会主席。
- 黄金栄 - 青幇の首領。蘇州生まれ。
- 高冠吾 - 汪兆銘政権の要人。
- 黄菊 - 中国共産党中央政治局常務委員、中華人民共和国国務院常務副総理。
- 崔天凱 - 外交官。駐アメリカ大使。
- 蔡和森 - 中国共産党中央政治局委員、常任委員、中国共産党中央宣伝部部長。
- 朱琳 - 国務院総理の李鵬の妻。
- 周秀英 - 小刀会の乱の指導者。
- 周立春 - 小刀会の乱の指導者。
- 徐階 - 明の内閣大学士。
- 徐冠華 - 中華人民共和国科学技術部部長。
- 諸青来 - 汪兆銘政権の交通部長。
- 徐耀 - 小刀会の乱の指導者。
- 徐麟 - 中国共産党中央委員会中央委員、全国人民代表大会代表。
- 蔣孝勇 - 台湾の政治家、実業家。
- 銭龍錫 - 明末の官員。
- 宋靄齢 - 孫文の秘書。
- 宋慶齢 - 中華人民共和国副主席、名誉主席。孫文の夫人。
- 宋子文 - 中華民国財政部長、外交部長、行政院長。
- 曹汝霖 - 中華民国交通総長。
- 宋美齢 - 中国国民党中央委員会委員、中国国民党航空委員会秘書長。蔣介石の夫人。
- 鈕永建 - 中華民国内政部長代理。
- 張君勱 - 中国民主社会党主席、ジャーナリスト、教育者、哲学者。
- 張聞天 - 中国共産党総書記。
- 張公権 - 中華民国鉄道部長、銀行家。
- 趙正平 - 汪兆銘政権の教育部長。
- 趙祖康 - 技術官僚、上海市長代理。
- 張定発 - 海軍上将。
- 陳雲 - 中華人民共和国国務院副総理、中国共産党中央委員会副主席、中央顧問委員会主任、中央規律検査委員会書記。
- 沈金龍 - 海軍中将。
- 陳潔如 - 上海市盧湾区政協委員。蔣介石の2番目の夫人。
- 陳健 - 外交官、国連事務次長、駐日大使。
- 陳済成 - 汪兆銘政権の要人。
- 陳徳銘 - 海峡両岸関係協会会長。
- 陳方安生 - 香港特別行政区政務司司長。
- 杜月笙 - 青幇の首領。
- マリコ・テラサキ・ミラー（寺崎マリ子） - 在米日本名誉総領事。
- 董建華 - 香港特別行政区行政長官。
- 唐登傑 - 福建省党委副書記、省長
- 馬凱 - 中華人民共和国国務院副総理。
- 范徐麗泰 - 香港特別行政区立法会議長。
- 馮正虎 - 人権活動家。
- 毛邦初 - 	中華民国空軍中将。
- 楊暁渡 - 官僚、政治家。
- 楊潔篪 - 中華人民共和国外交部長。
- 李鵬 - 中華人民共和国国務院総理。
- 陸徴祥 - 	中華民国内閣総理、外交総長。
- 廖寿恒 - 	清の官僚。

## 学術
- 今井弘道 - 法学者。
- 今鷹真 - 中国文学研究者。
- 王士元 - 言語学者。
- 王小謨 - レーダー専門家。
- 王智新 - 教育学者。
- 王昶 - 儒学者。
- 王鳴盛 - 儒学者、歴史学者。
- 岡沢憲芙 - 政治学者。
- グスタフ・カールス - 音楽学者。
- チャールズ・カオ（高錕） - 物理学者。
- 郭秉文 - 教育家。東南大学学長。
- 裘錫圭 - 古文字学者。
- 久保陽一 - 哲学者。
- 呉健雄 - 物理学者。
- 胡適 - 文学者、思想家。安徽省績渓県育ち。
- 黄万里 - 水文学者、河川工学者。
- 朱建栄 - 政治学者。
- 周済 - 工学者、政治家。
- 徐光啓 - 暦数学者。
- 鍾天緯 - 科学技術書の翻訳家。
- 鍾非 - 経済学者。
- 秦汾 - 教育者、政治家、実業家、数学者、天文学者。
- 程恩富 - マルクス主義経済学者。
- 鈴木路子 - 教育学者。
- 銭大昕 - 考証学者、歴史学者。
- 戴峰 - 地球物理学者。
- 張維為 - 政治学者。
- 張益唐 - 数学者。
- 張競 - 比較文学・文化史学者。
- 張首晟 - 物理学者。
- 張文虎 - 儒学者。
- 丁石孫 - 数学者。北京大学学長。
- 中島篤之助 - 化学者。
- 西脇常記 - 中国学者。
- 莫邦富 - 経済ジャーナリスト・作家。
- エドモンド・フィッシャー - 生化学者。
- 更田豊治郎 - 物理学者。
- 方聞 - 東洋美術史家。
- 毛河光 - 物理学者。
- アンドリュー・チーチー・ヤオ（姚期智） - 計算機科学者。
- 楊寛 - 歴史学者。
- 楊凱栄 - 言語学者。
- 楊子江 - 工学者。
- 葉千栄 - 評論家、ジャーナリスト。
- チャールズ・N・リー - 言語学者。
- 陸亦群 - 経済学者。
- シャノン・ルシッド - 生化学者、宇宙飛行士。オクラホマ州ベサニー育ち。
- ピーター・ハミルトン・レーブン - 植物学者。
- アン・ワング（王安） - コンピュータ技術者。崑山育ち。

## 文化
- 生島治郎 - 小説家。
- ウォン・カーウァイ（王家衛） - 映画監督。香港育ち。
- Leonard Wong - ファッションデザイナー。
- 王一亭 - 画家、銀行家、政治家。
- 王火 - 小説家。
- 大内順子 - ファッション評論家。
- 大村皓一 - グラフィックデザイナー。
- 賀緑汀 - 作曲家。
- マフィア梶田 - 文筆家。
- 辛島宜夫 - 占星術師。
- 韓寒 - 小説家。
- 韓邦慶 - 小説家。
- 邱峻 - 囲碁棋士。
- 金宇澄 - 小説家。
- 久々湊盈子 - 歌人。長崎県育ち。
- 倪匡 - 小説家・脚本家。
- 黄原亮司 - チェリスト。
- 胡栄華 - シャンチー棋士。
- 呉思遠 - 映画監督。
- 顧従徳 - 収蔵家。
- 顧正誼 - 画家。
- 呉潤宇 - イラストレーター。
- 顧水如 - 囲碁棋士。
- 胡耀宇 - 囲碁棋士。
- 江維傑 - 囲碁棋士。
- 黄自 - 作曲家。熊本県育ち。
- 篠田綾子 - 翻訳家。
- 謝春林 - 画家。
- 朱元豪 - 囲碁棋士。
- 朱践耳 - 作曲家。天津生まれ。
- 邵煒剛 - 囲碁棋士。
- 常昊 - 囲碁棋士。
- ジョー・シャーロン（裘小龍） - 小説家。
- 辛滬光 - 作曲家。
- 盛宗亮（ブライト・シェン） - 作曲家、指揮者、ピアニスト。
- 芮廼偉 - 囲碁棋士。
- 銭宇平 - 囲碁棋士。
- 曹大元 - 囲碁棋士。
- 孫了紅 - 推理作家。
- 千葉敦子 - ジャーナリスト、ノンフィクションライター。
- 張愛玲 - 小説家。
- 趙左 - 画家。
- チャン・チェ（張徹） - 映画監督。杭州生まれ。
- 陳歌辛 - 作曲家。
- 陳其鋼 - 作曲家。
- 陳恵運 - ジャーナリスト。
- 陳継儒 - 画家、書家。
- 陳鋼 - 作曲家、ピアニスト。
- 陳星漢 - ゲームデザイナー。
- 陳祖徳 - 囲碁棋士。
- 陳丹青 - 画家。
- 鄭君里 - 映画監督・俳優。
- 程小青 - 推理作家。
- 程邃 - 篆刻家・書家・画家。
- 唐奕 - 囲碁棋士。
- 唐嘉雯 - 囲碁棋士。
- 董其昌 - 画家、書家。
- 鄧散木 - 篆刻家、書家。
- 内藤三津子 - 編集者。
- 永井泰宇 - 小説家、漫画原作者、シナリオライター。石川県輪島市育ち。
- 西久保弘光 - CMディレクター、CMプランナー。神戸市灘区育ち。
- イングリート・ノル - 小説家。
- 莫是龍 - 画家、書家。
- 莫如忠 - 書家。
- J・G・バラード - 小説家。
- 范蘊若 - 囲碁棋士。
- 范廷鈺 - 囲碁棋士。
- 費穆 - 映画監督。
- ヒロ - 写真家。
- 水木楊 - 小説家。
- 守部喜雅 - 作家、ジャーナリスト、編集者、キリスト教史家。
- 山田信夫 - 脚本家。
- エドワード・ヤン（楊徳昌） - 映画監督。台北育ち。
- 厳歌苓（ゲリン・ヤン） - 小説家。
- テレンス・ヤング - 映画監督。
- 余小恵 - 小説家。
- ロン・ユー（余隆） - 指揮者。
- 楊暉 - 囲碁棋士。
- 李行 - 映画監督。
- 李国文 - 小説家。
- 劉世振 - 囲碁棋士。
- 劉炳森 - 書家。
- 林海峰 - 囲碁棋士。
- 林文月 - 翻訳家。
- 婁燁 - 映画監督、脚本家。
- 王小帥 - 映画監督、脚本家、俳優。

## 経済
- 姜建清 - 中国工商銀行会長。
- 龔如心 - チャイナチェム会長。
- 呉光正 - 九龍倉集団会長、会徳豊会長。
- 黄道婆 - 紡績技術者。木綿を普及させ、糸車の改良などを行った。
- 孔東梅 - 北京東潤菊香書屋有限公司董事長。
- 斎藤明 - 毎日新聞社社長・会長。
- 史量才 - 申報董事長。
- 周正毅 - 上海地産主席、農凱集団董事長。
- 蔣暁松 - ボアオ・アジア・フォーラム理事。
- 銭永銘 - 実業家、銀行家、政治家。
- 宋子良 - 銀行家。
- 張涛 - 大衆点評設立者。
- 張黎剛 - 愛康国賓健康管理集団董事長。
- 畠山重篤 - 養殖漁業家。宮城県唐桑町育ち。
- 費彝民 - 大公報社長。
- 穆湘玥 - 「棉業大王」と称された実業家、農学者、政治家。
- 山田昭男 - 未来工業創業者。
- 羅怡文 - ラオックスホールディングス会長、中文産業社長。
- 陸伯鴻 - 電力会社等を経営した実業家、慈善家。カトリックの布教活動でも知られる。
- 劉金宝 - 銀行家。

## 芸能
- amin（巫慧敏） - シンガーソングライター。
- アンジェラベイビー - 女優、モデル。
- 厳屹寛 - 俳優。
- 袁冰妍 - 女優。
- ヴィヴィアン・ウー（鄔君梅） - 女優。
- 伍芳 - 古筝奏者、作曲家。
- リザ・ウォン（汪明荃） - 女優、歌手。
- ジミー・ウォング（王羽） - 俳優、映画監督。
- 王才軍 - バレエダンサー。
- 王舟 - ミュージシャン。
- 夏夢 - 女優。
- 楽蒂 - 女優。
- 魏宗万 - 俳優。
- 木村元 - 俳優。
- 姜建華 - 二胡奏者。
- 龔秋霞 - 女優、歌手。
- 金莎 - 歌手、女優。
- 顧冠忠 - 俳優。
- 虞書欣 - 女優、歌手、アイドル。
- ケディ（丁愷蒂） - 歌手・タレント・モデル。
- 阮玲玉 - 女優。
- 呉鶯音 - 歌手。
- 胡歌 - 俳優。
- 胡蝶 - 女優。
- 桜木まな美 - グラビアタレント、モデル、プロレスラー。横浜市育ち。
- 沈潔 - 女優。
- 沈殿霞 - 女優、司会者。
- 江疏影 - 女優。
- 周璇 - 女優、歌手。常州生まれ。
- 白鳥みづえ - 歌手、女優。東京育ち。
- 進千賀子 - 女優。福岡県育ち。
- 孫儷 - 女優。
- 石倚潔 - テノール歌手。
- ZOE - タレント、女優。
- 鄧紫棋 - シンガーソングライター。香港育ち。
- ティファニー・タン（唐嫣） - 女優。
- ヤンヤン・タン（譚元元） - バレエダンサー。
- 陳燁（チェン・イエ） - 女優。
- ジョアン・チェン（陳冲） - 女優、映画監督。
- チェン・ペイペイ（鄭佩佩） - 女優。
- ユミコ・チェン（鄭希怡） - 歌手、女優。
- マイケル・チャウ - 俳優、実業家、デザイナー。
- ロイ・チャオ（喬宏） - 俳優。
- グレース・チャン（葛蘭） - 歌手、女優。南京生まれ。
- 姜大衛（デビッド・チャン） - 俳優、映画監督。香港育ち。
- チャン・ハオチェン（張昊辰） - ピアニスト。
- 周潔（チョウ・チェ） - 女優。
- チョンロ（钟辰乐） - K-POPアイドル。NCTメンバー。
- 陳思思 - 女優。
- ツァイ・チン - 女優。天津生まれ。
- チン・ハン（秦漢） - 俳優。台湾育ち。
- ミッシャ・ディヒター - ピアニスト。ロサンゼルス育ち。
- ドゥ・ジュアン（杜鵑） - ファッションモデル。
- 董卿 - 司会者。
- 登代春枝 - 女優。
- トン・ワイ（董瑋） - 俳優、映画監督、武術指導、アクション監督。香港育ち。
- 潘虹 - 女優。
- レベッカ・パン（潘迪華）  - 女優・歌手。
- ヒロセ元美 - 女優、ストリッパー。
- 費沁源 - アイドル。SNH48メンバー。
- 胡彦斌 - 歌手。
- フー・ツォン（傅聡） - ピアニスト。
- 馮紹峰（ウィリアム・フォン） - 俳優。
- ジェリー藤尾 - 歌手、俳優、タレント。
- 黄奕（クリスタル・ホアン） - 女優。
- 黄聖依 - 女優。
- 黄海冰 - 俳優。
- 馬歌 - 女優、モデル。
- 毛阿敏 - 歌手。
- 三上真一郎 - 俳優。島根県松江市育ち。
- 楊洋 - 俳優。
- 楊新華 - バレエダンサー。
- 姚莉 - 歌手。
- クリスティ・ヨン（楊恭如） - 女優。
- クイ・リー - シンガーソングライター。
- ニナ・リー（利智） - 女優。
- 里虹 - 声優。
- Liyuu - コスプレイヤー、歌手、声優。
- 六小齢童 - 俳優。
- 芦芳生 - 俳優。大連育ち。
- Luna Safari - 作曲家・アレンジャー・歌手。
- ジャン・ワン（王健） - チェリスト。西安生まれ。
- 王傳君 - 俳優。

## スポーツ
- 天田麗文 - プロレスラー。
- 葉莉 - バスケットボール選手。
- 袁心玥 - バレーボール選手。
- 汪嘉偉 - バレーボール選手。
- 王儀涵 - バドミントン選手。
- 王迪 - サッカー審判。
- 王励勤 - 卓球選手。
- 呉敏霞 - 飛込競技選手。
- 顧留馨 - 武術家。
- 黄雪辰 - シンクロナイズドスイミング選手。
- 小山ちれ - 卓球選手。
- 蔡慧康 - サッカー選手。
- シー・ジアイー（施佳懿） - サッカー選手。
- 謝文駿 - 陸上競技選手。
- 朱建華 - 陸上競技選手。
- 朱広滬 - サッカー選手。
- 朱大衛 - 野球選手。
- 朱琳 - バドミントン選手。
- 徐根宝 - サッカー選手。
- 章文琪 - バスケットボール選手。
- 申思 - サッカー選手。
- 曹駿 - プロレスラー。
- 孫祥 - サッカー選手。
- 孫雯 - サッカー選手。
- 張玉峰 - 野球選手。
- 陳海沫 - バスケットボール選手。
- 丹羽洋介 - サッカー選手。広島市育ち。
- 馬蘊雯 - バレーボール選手。
- 范志毅 - サッカー選手。
- 龐佳穎 - 競泳選手。
- ジャック・マイヨール - フリーダイバー。
- 馬淵崇英 - 飛込競技指導者。
- 毛剣卿 - サッカー選手。
- 楊文意 - 競泳選手。
- 姚明 - バスケットボール選手。
- 楽靖宜 - 競泳選手。
- 李運秋 - サッカー選手。
- 李月明 - バレーボール選手。
- 李富栄 - 卓球選手。
- 劉煒 - バスケットボール選手。
- 劉子歌 - 競泳選手。
- 劉翔 - 陸上競技選手。

## 宗教
- 王愈栄 - カトリック台中教区名誉司教。
- 龔品梅 - カトリック上海教区司教、蘇州教区司教、枢機卿。
- 金魯賢 - カトリック上海教区協働司教。
- 張家樹 - カトリック上海教区司教。
- 張希斌 - カトリック教会の司祭。
- 陳日君 - カトリック香港教区司教。
- 丁光訓 - 中華聖公会主教、中国基督教協会会長、中国基督教三自愛国運動委員会会長。
- 手束正昭 - 牧師、神学者。
- 董世祉 - カトリック神父。
- 范忠良 - カトリック上海教区司教。
- 古屋安雄 - 神学者、牧師。
- ウォルター・ラッセル・ランバス - 宣教師、医師、教育者。
- 林鳴宇 - 曹洞宗の僧侶、仏教学者。

## 架空の人物
- 唐 可可(ラブライブ!スーパースター!!)